# Papowo Biskupie
Papowo Biskupie je vesnice v Polsku v okrese Chełmno v kujavsko-pomořském vojvodství. Leží asi 17 kilometrů jihovýchodně od Chelmna a 25 km severně od Toruně. Rozloha vesnice je 3,17 km². SPZ: CCH.

## Galerie

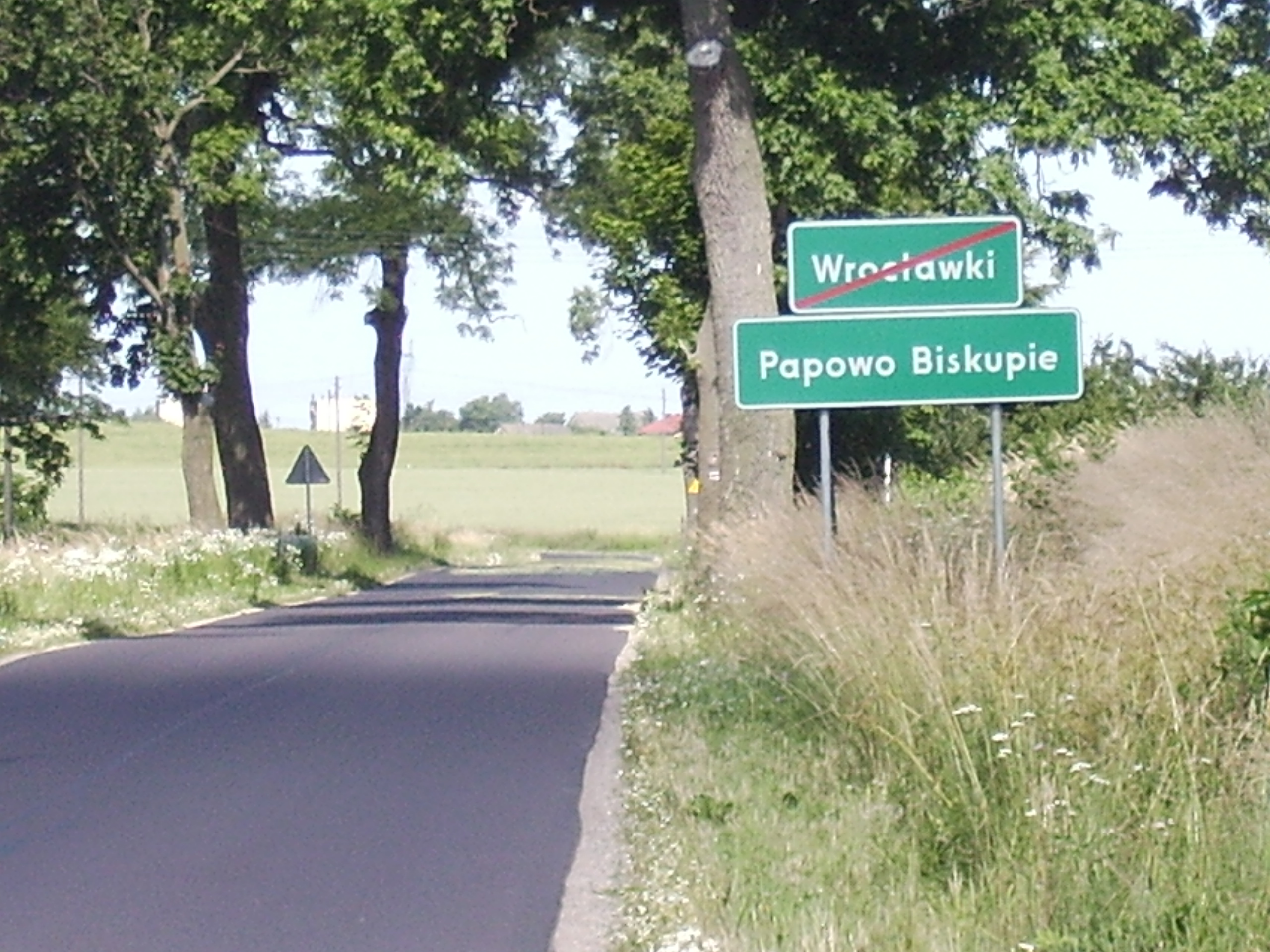
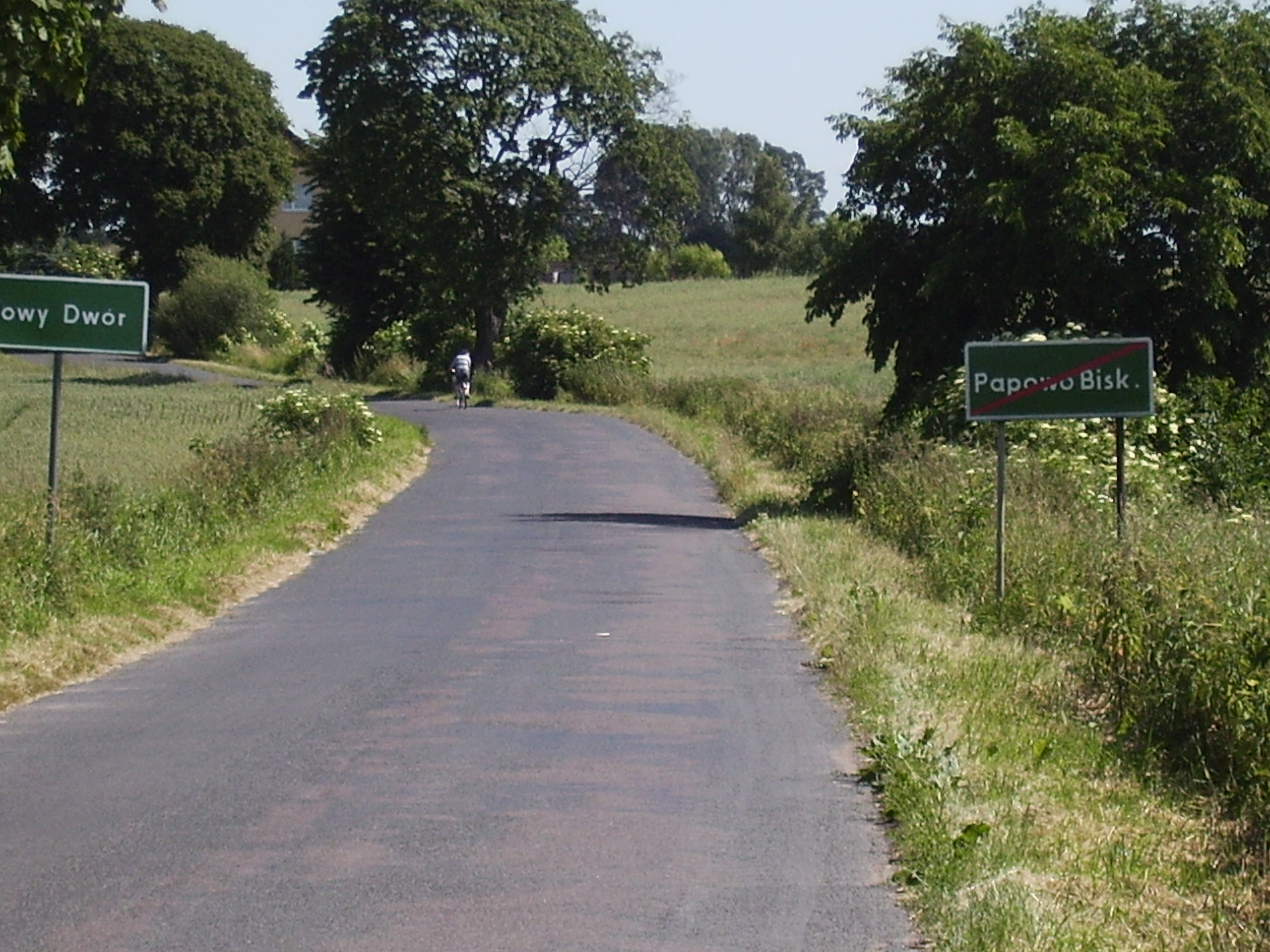
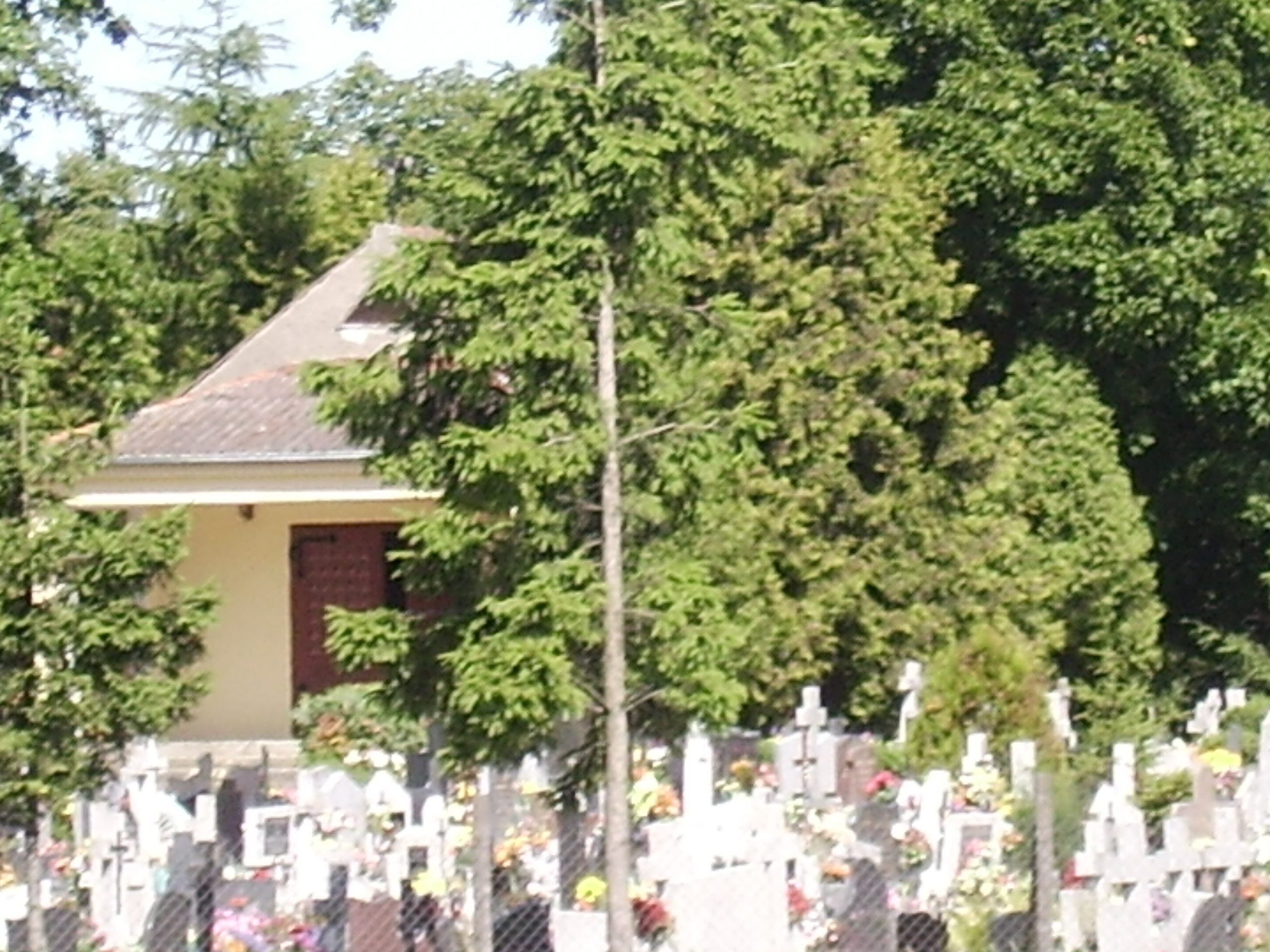
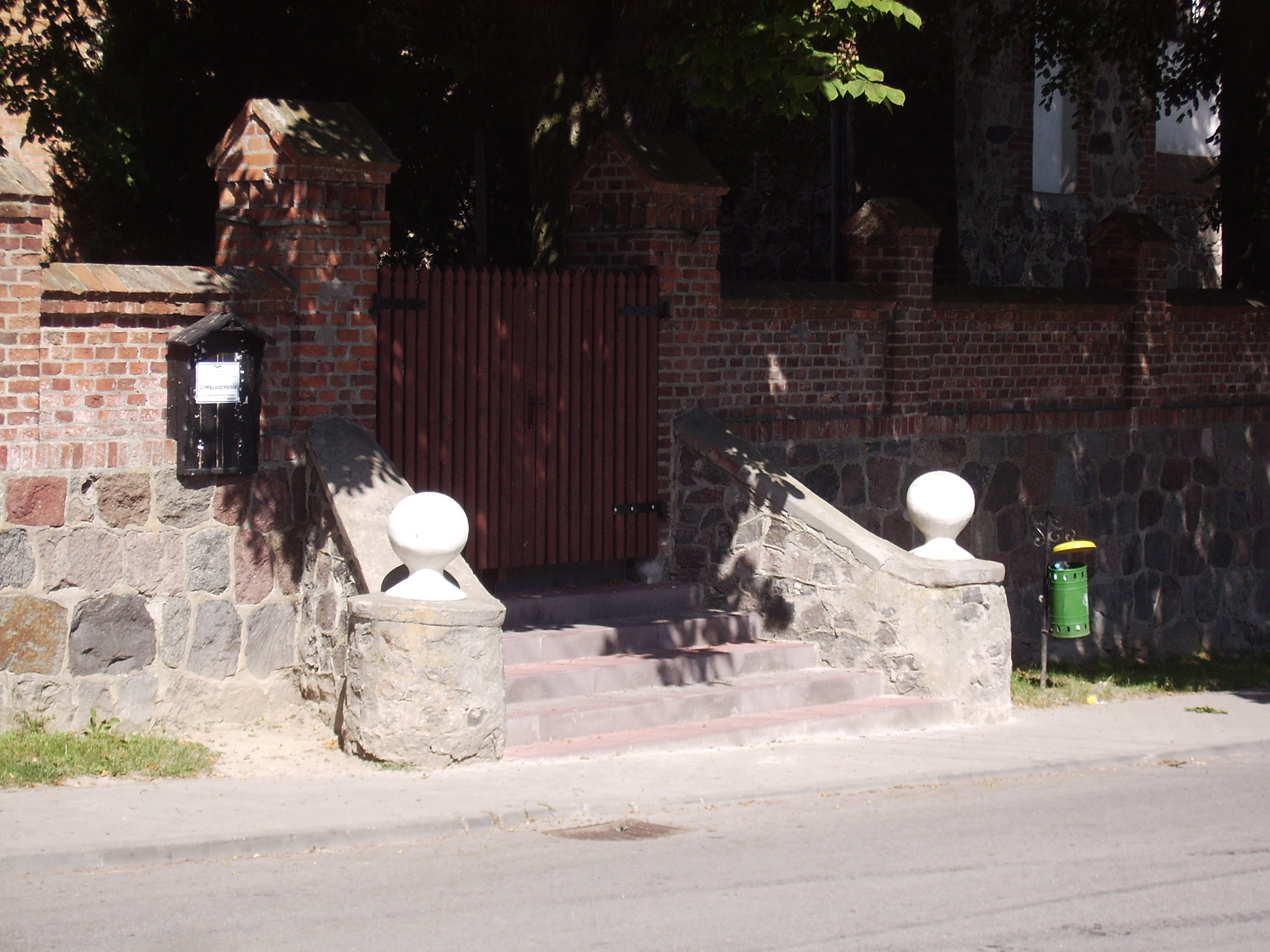
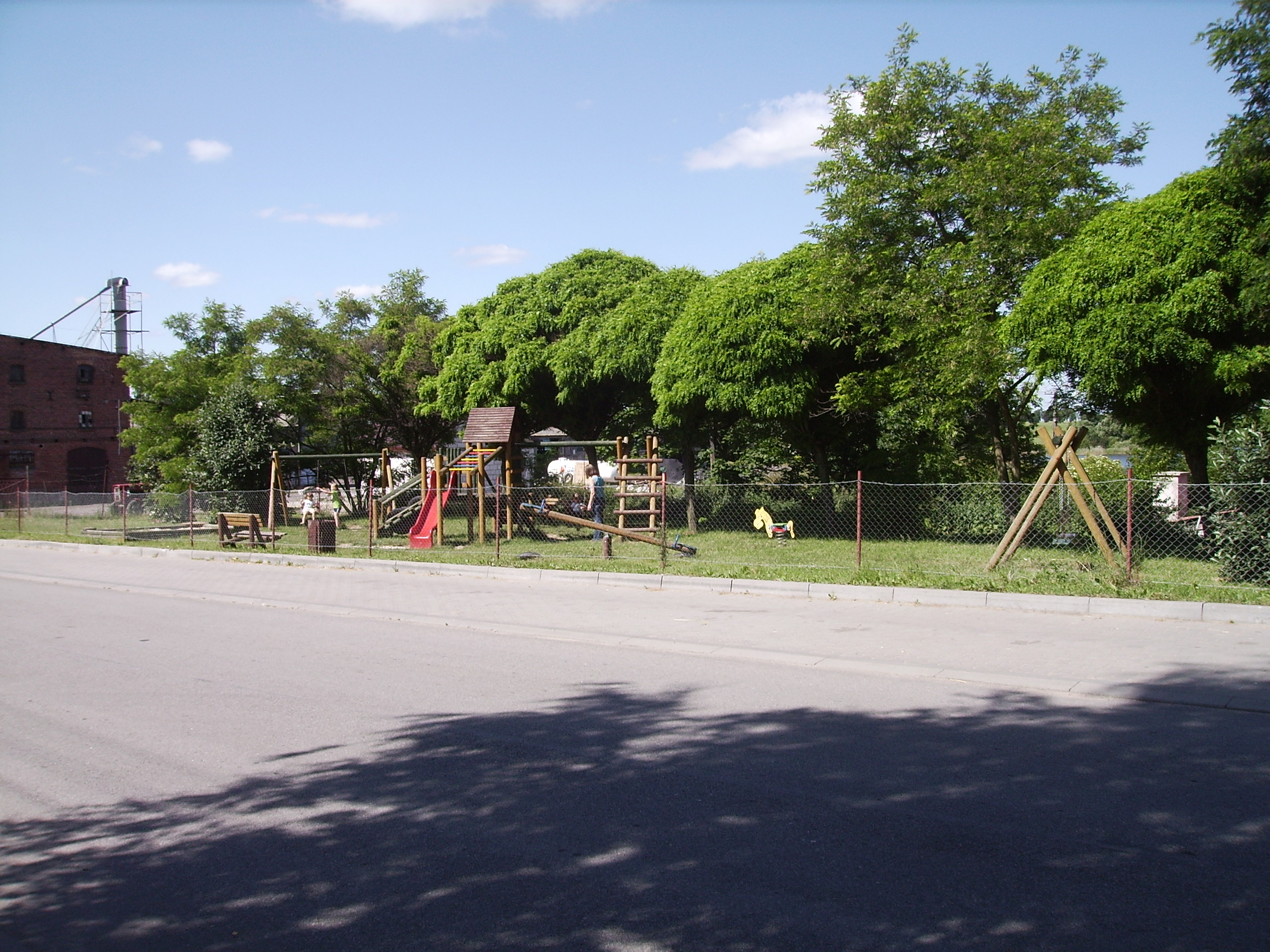
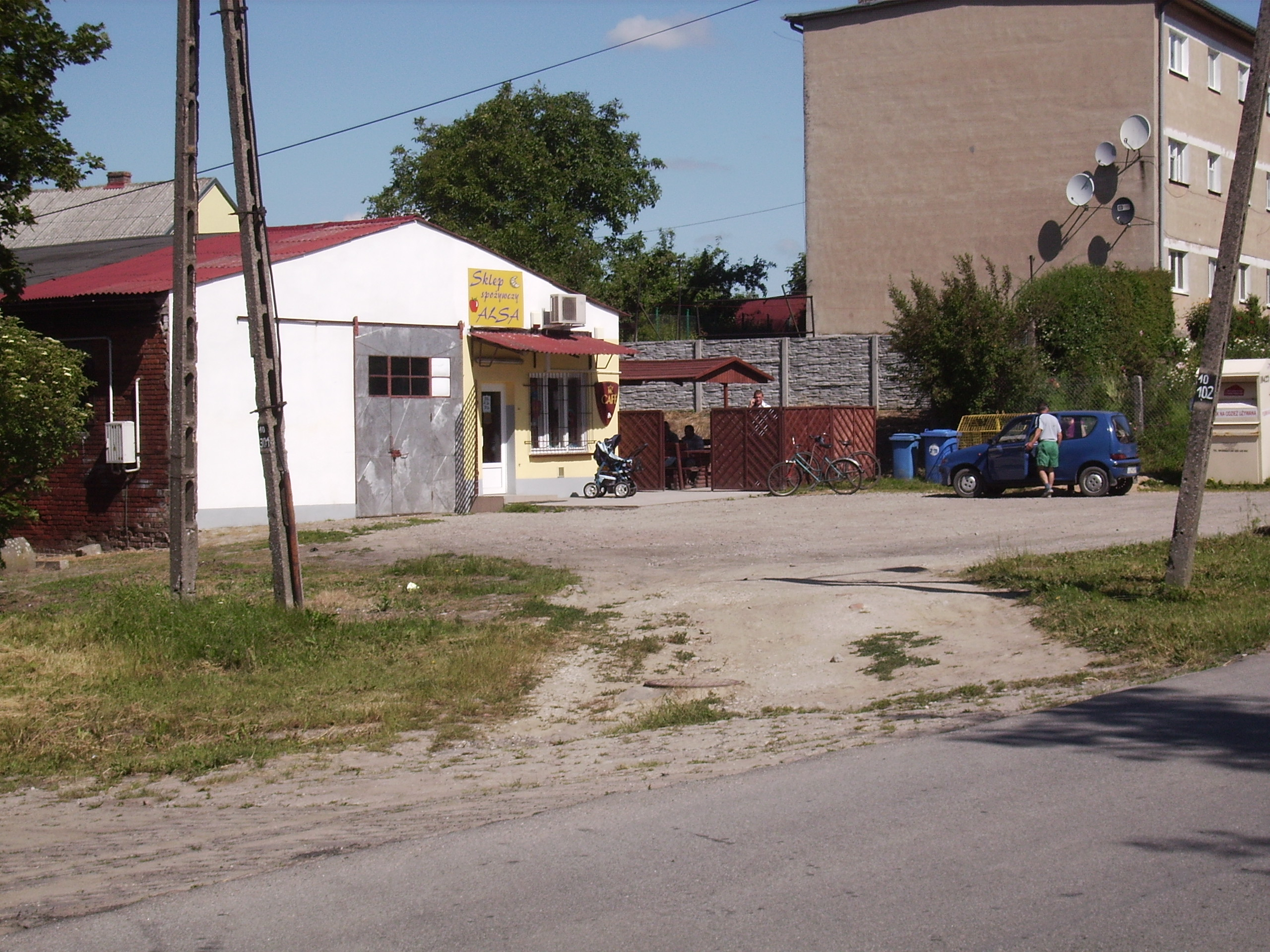
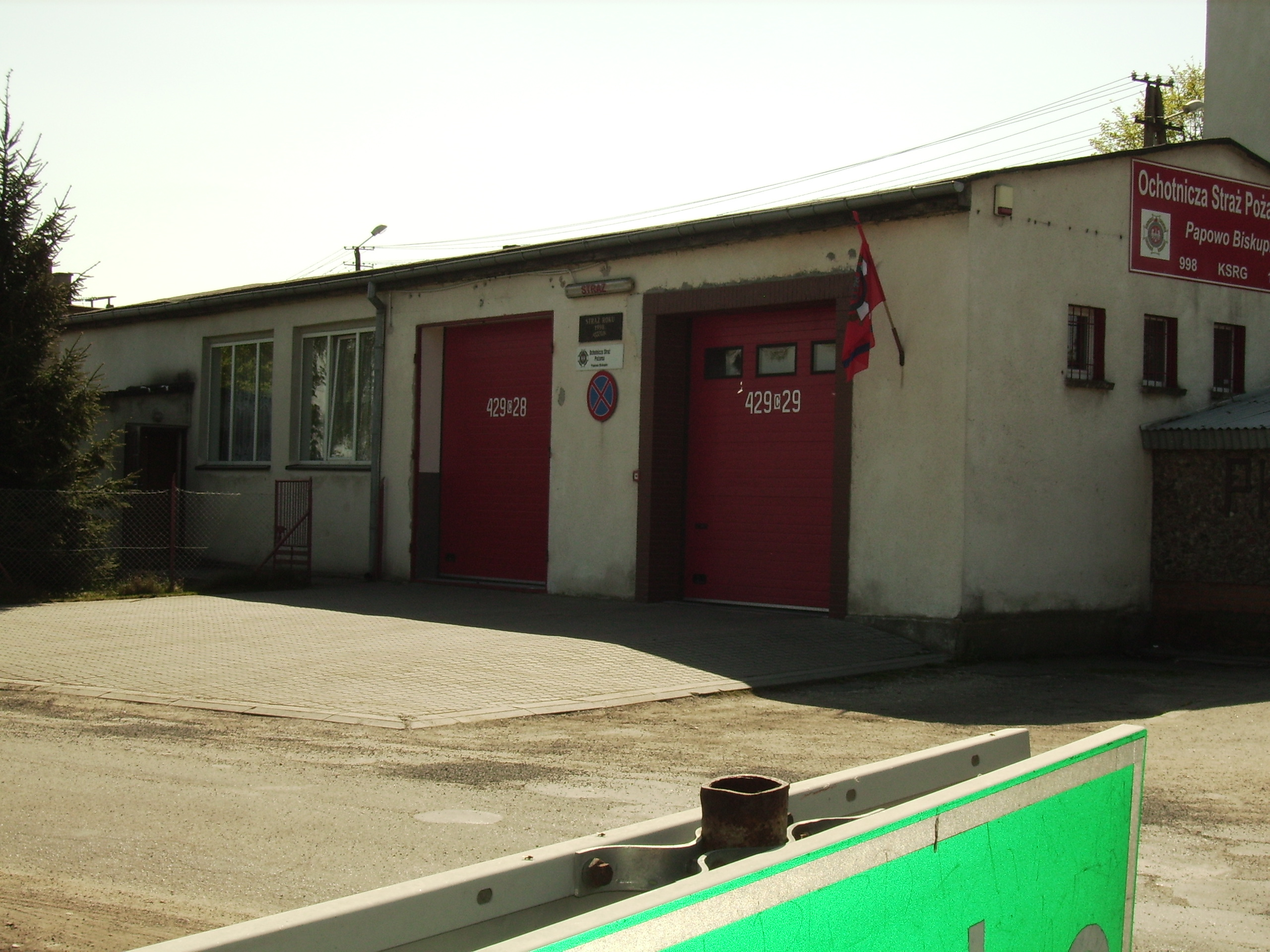
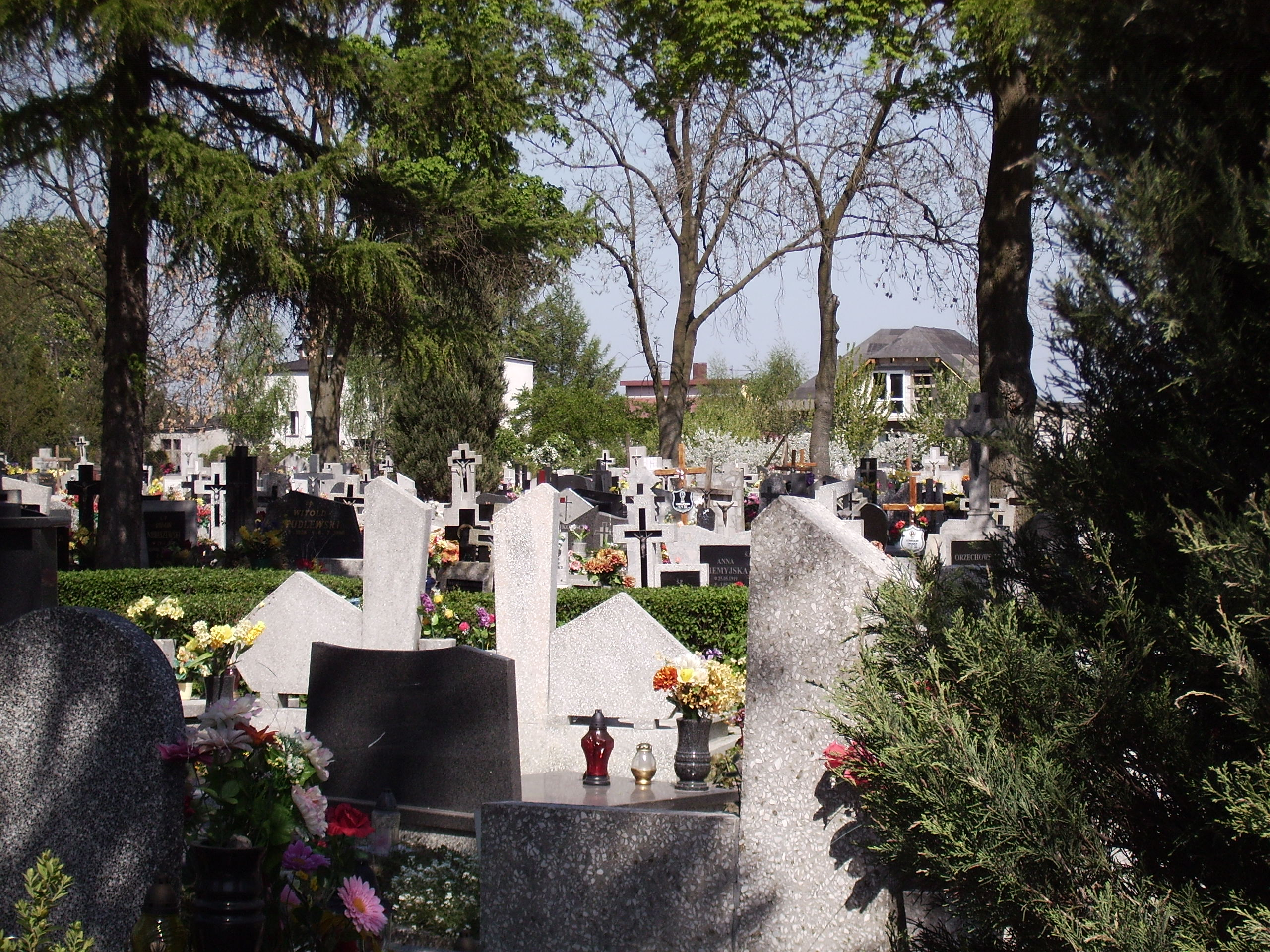
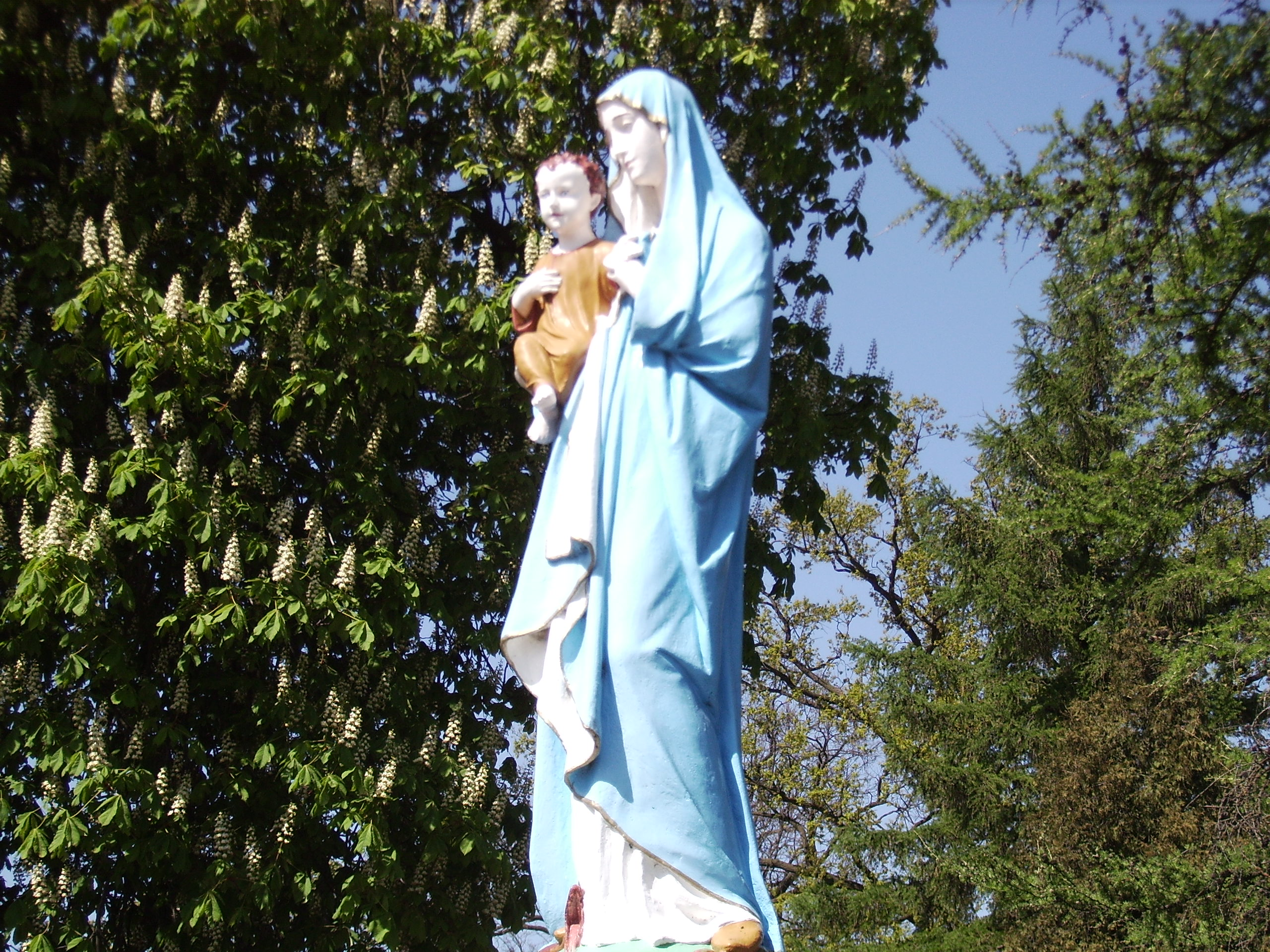
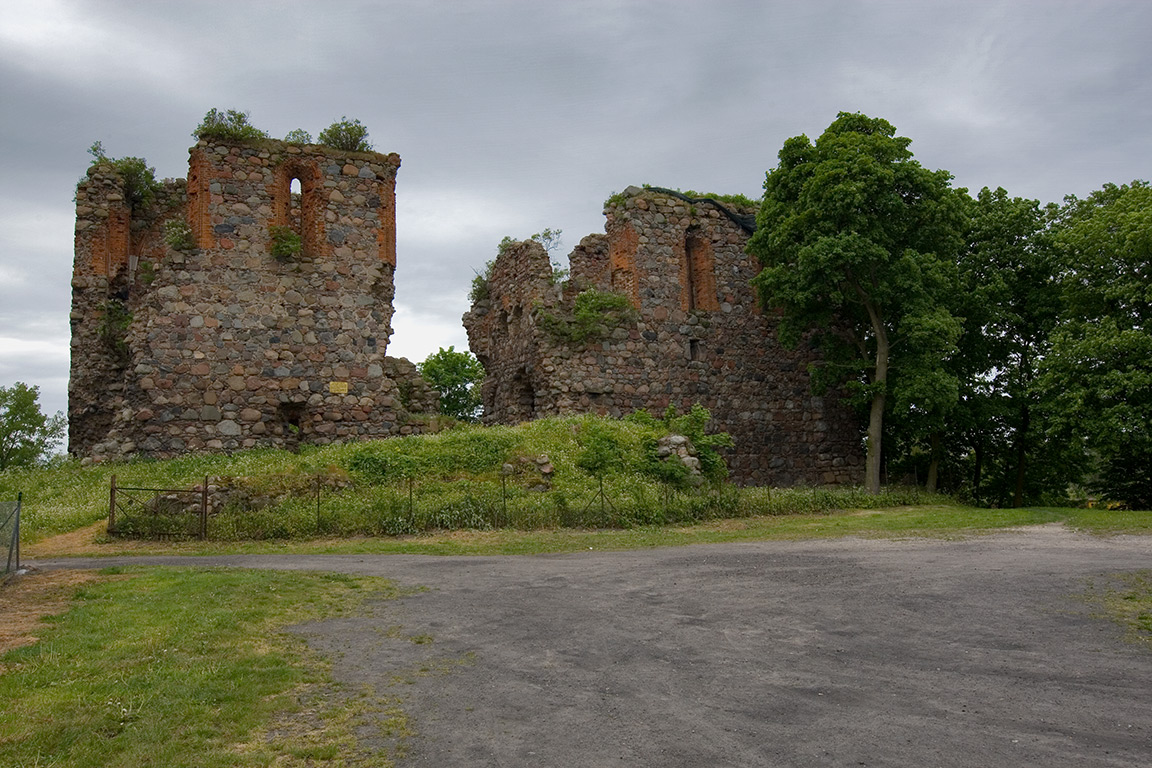
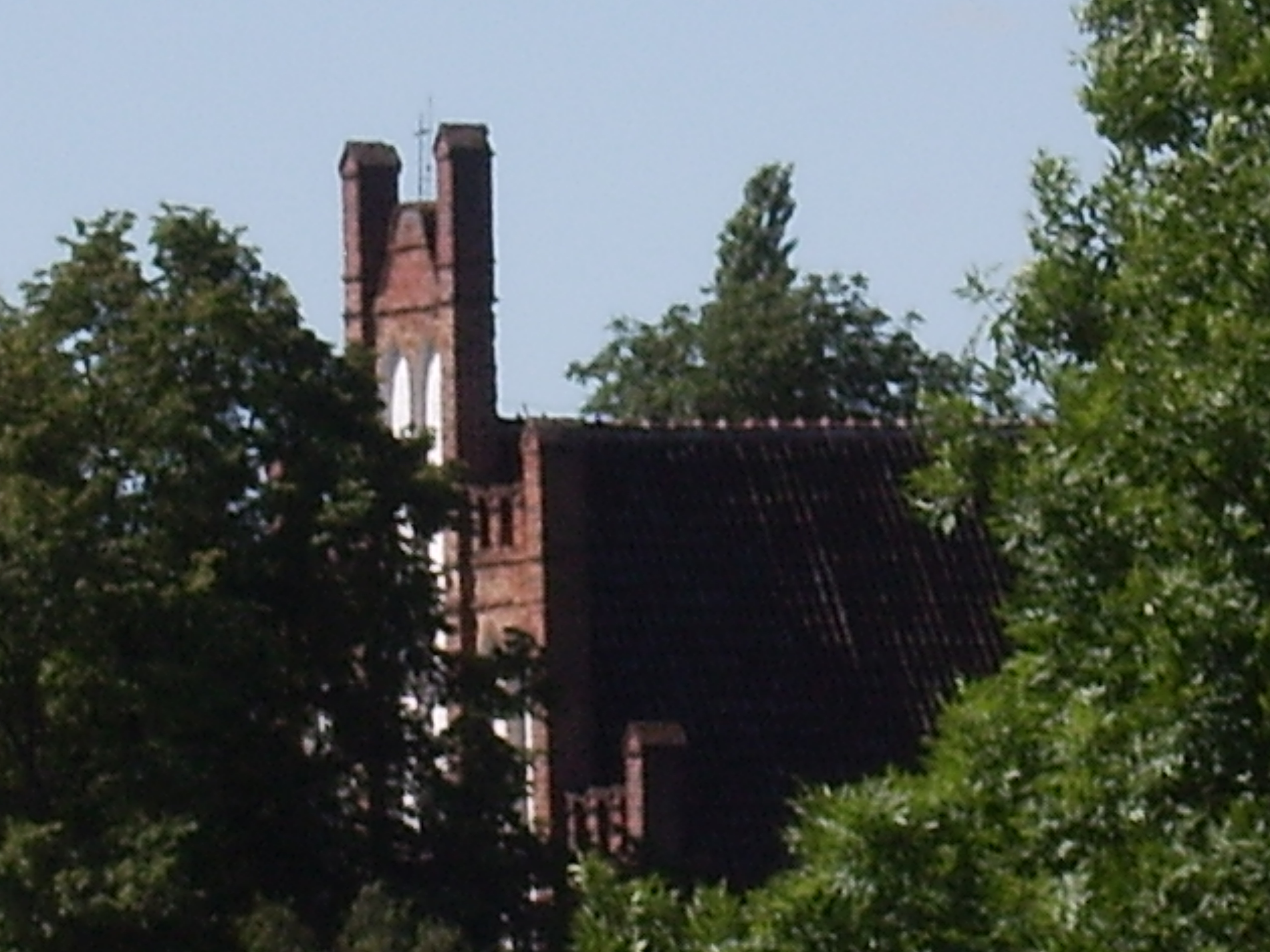
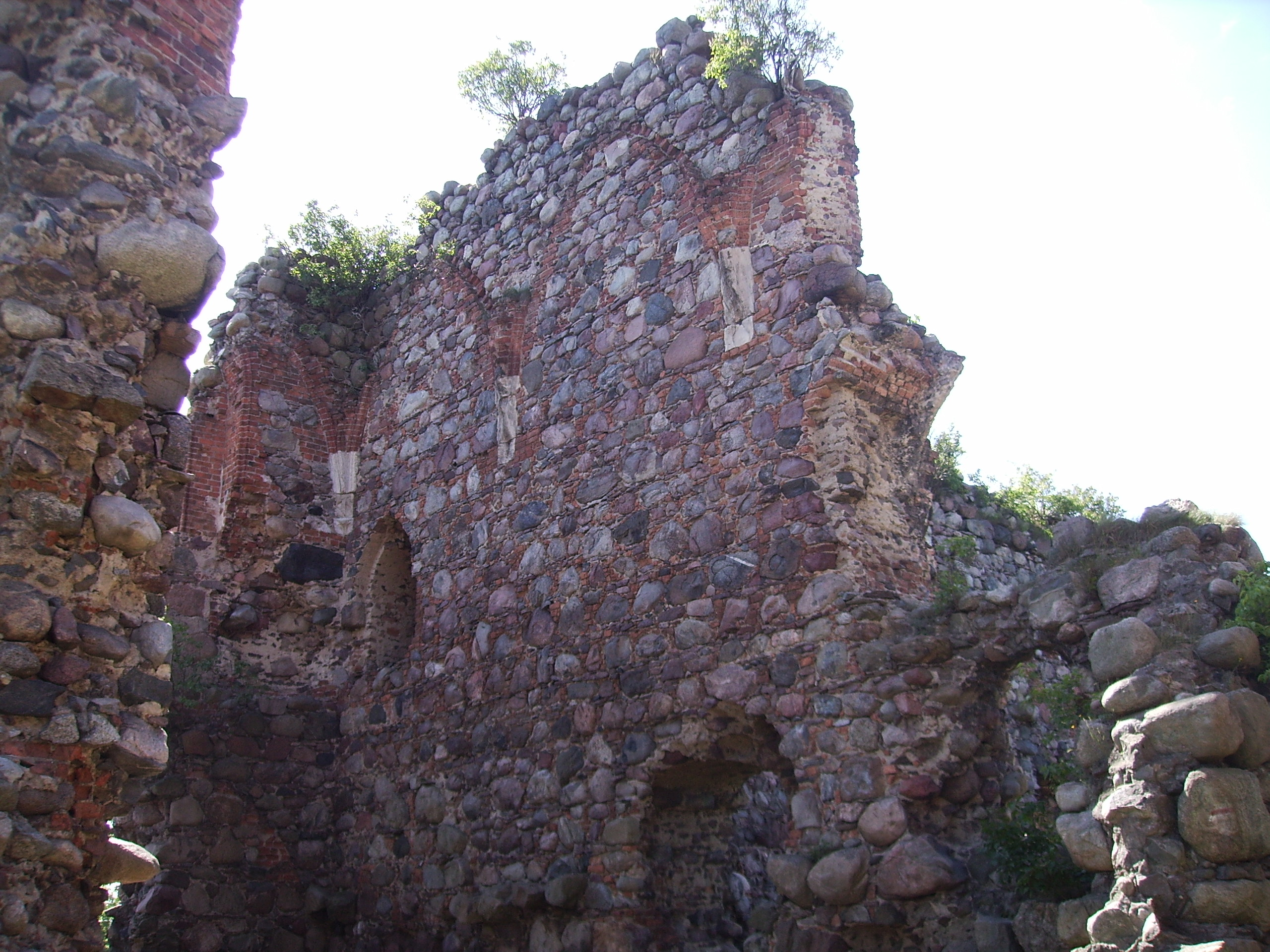
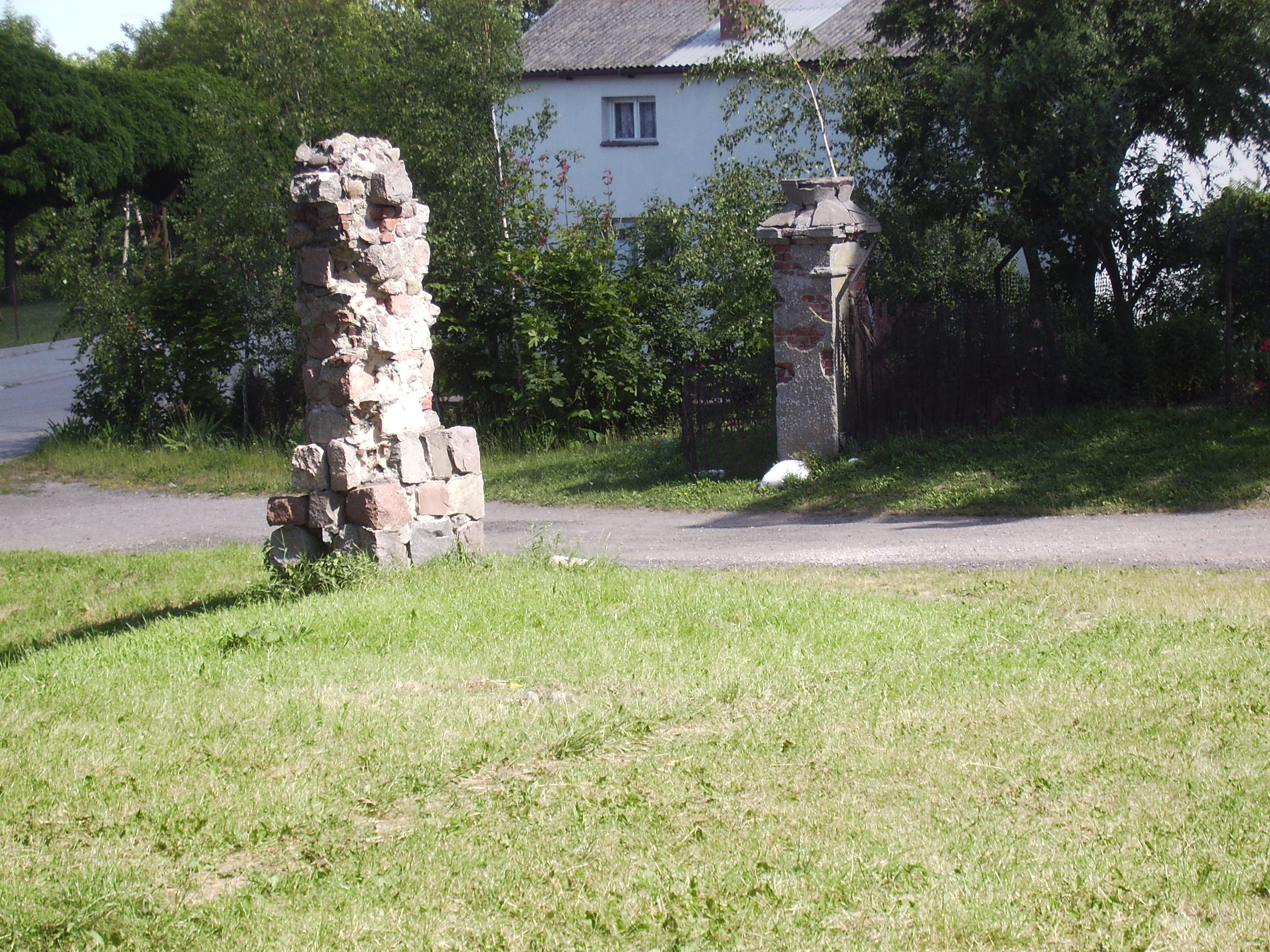
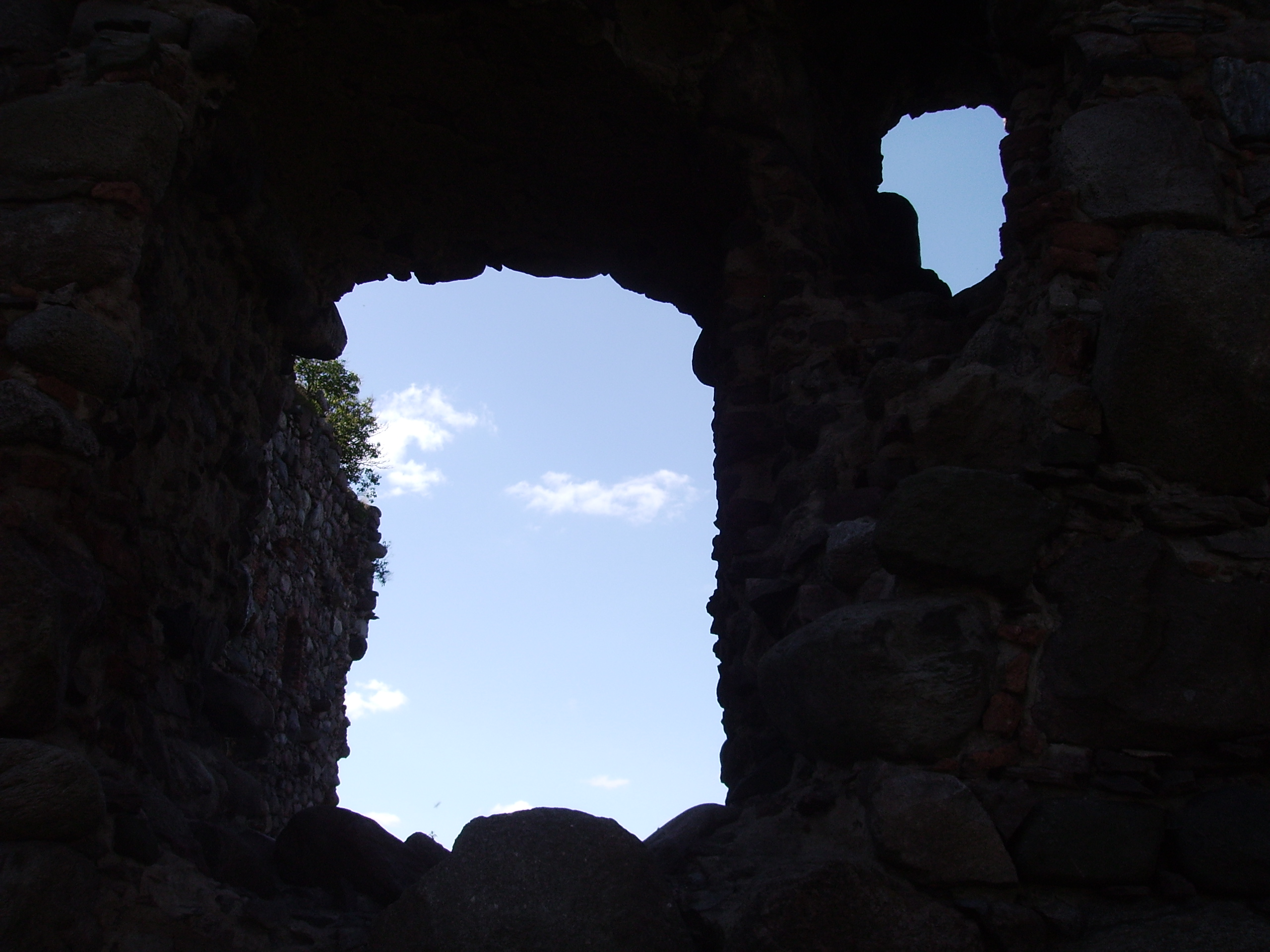
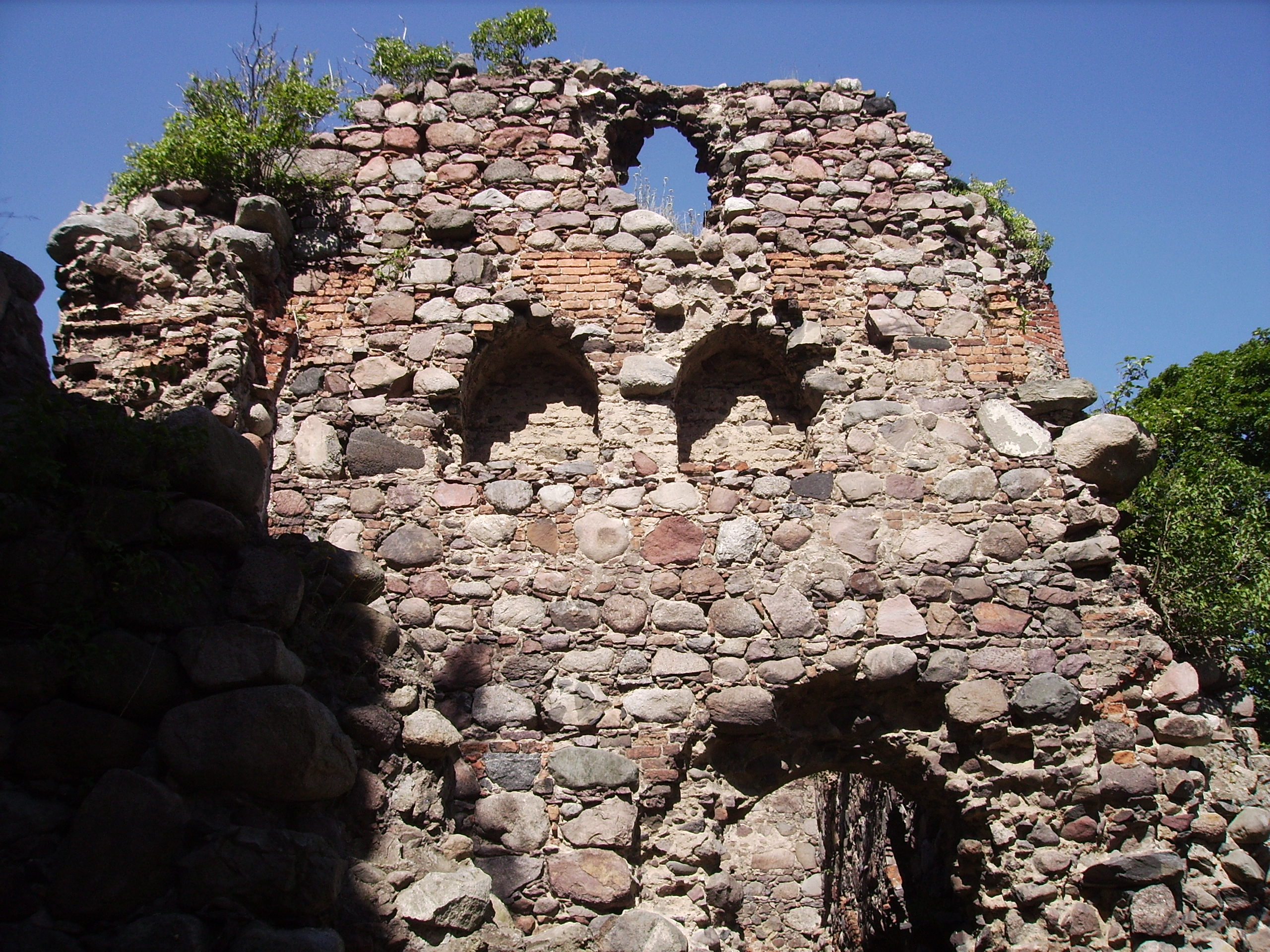
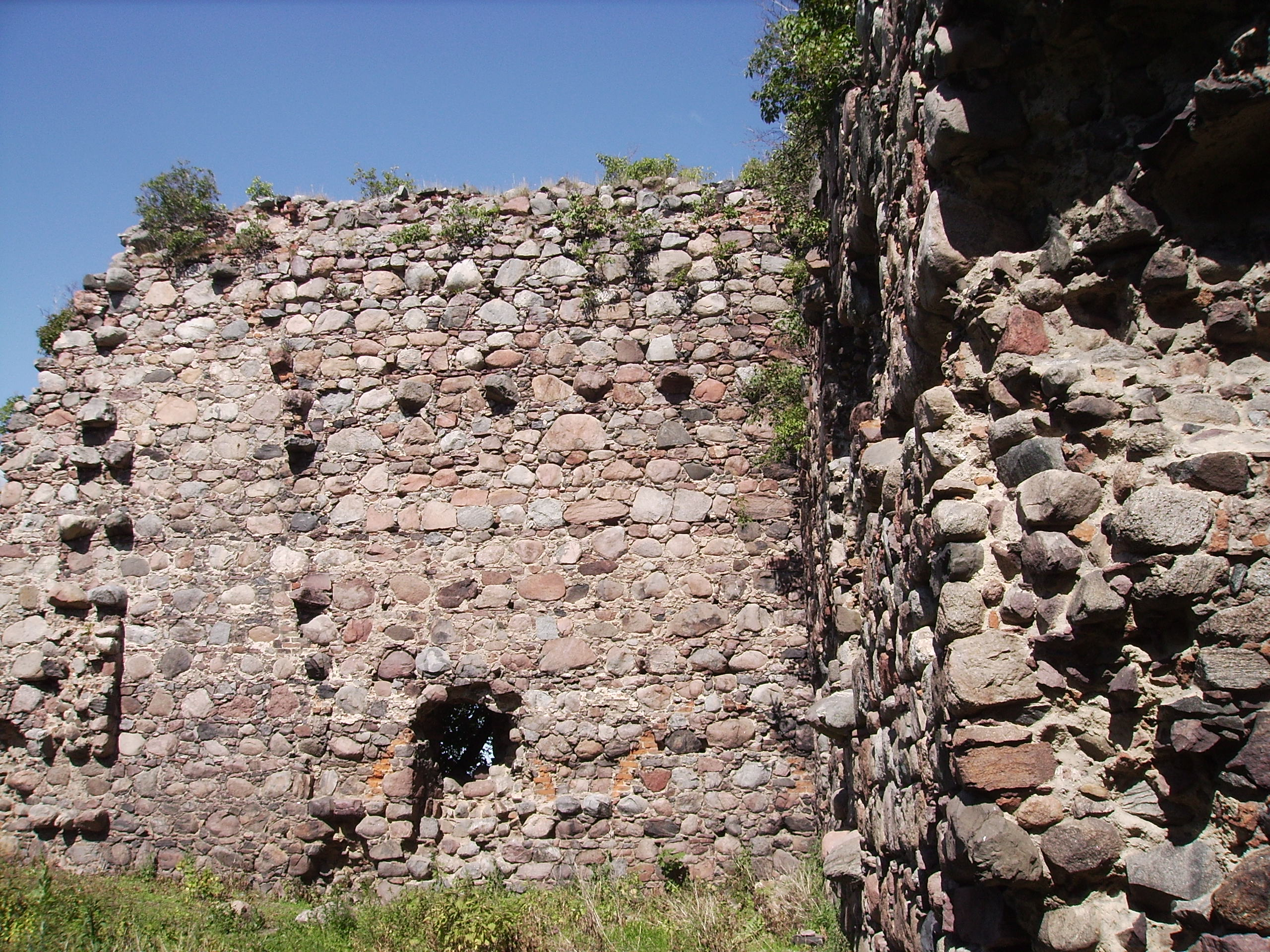
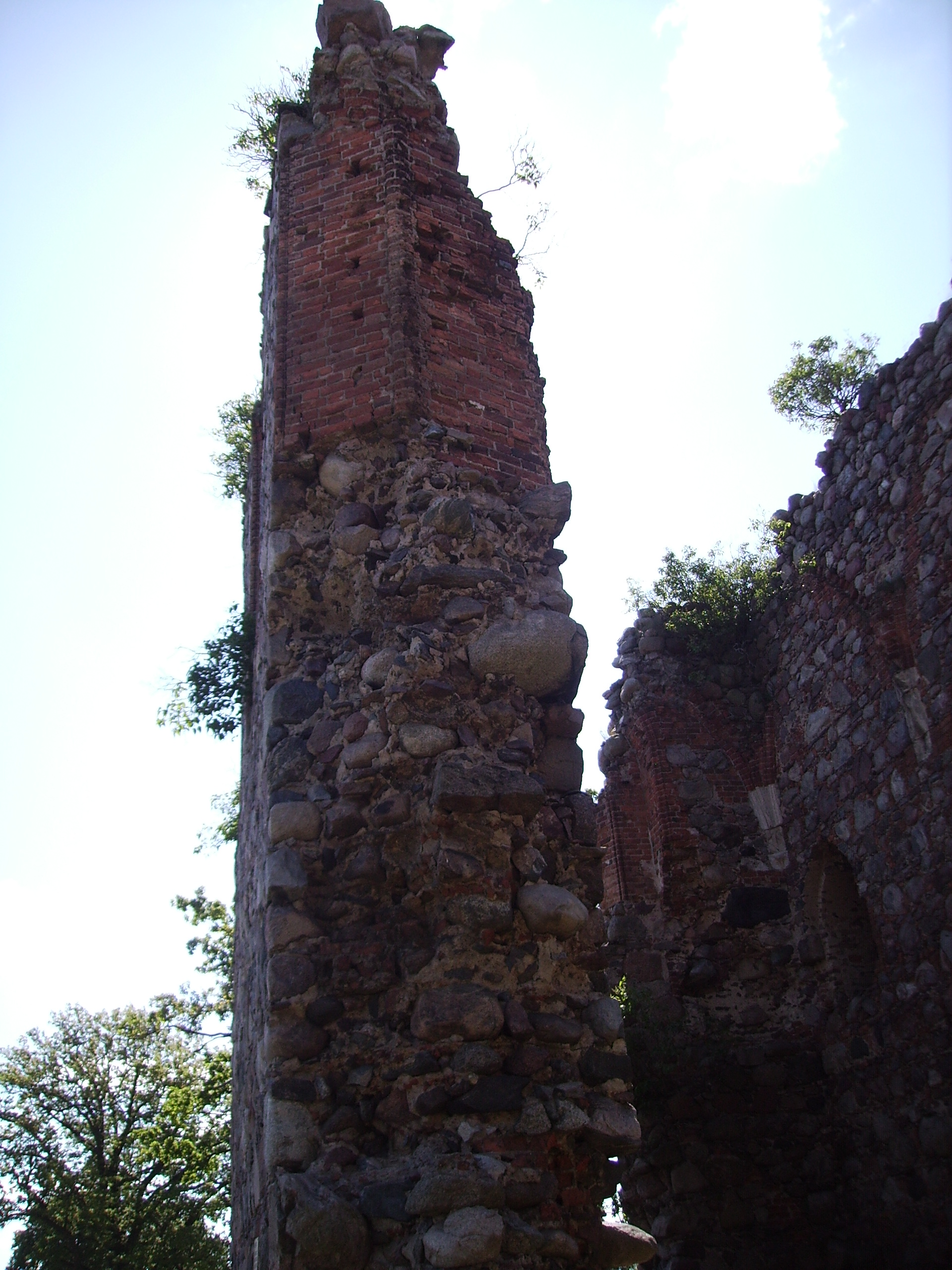
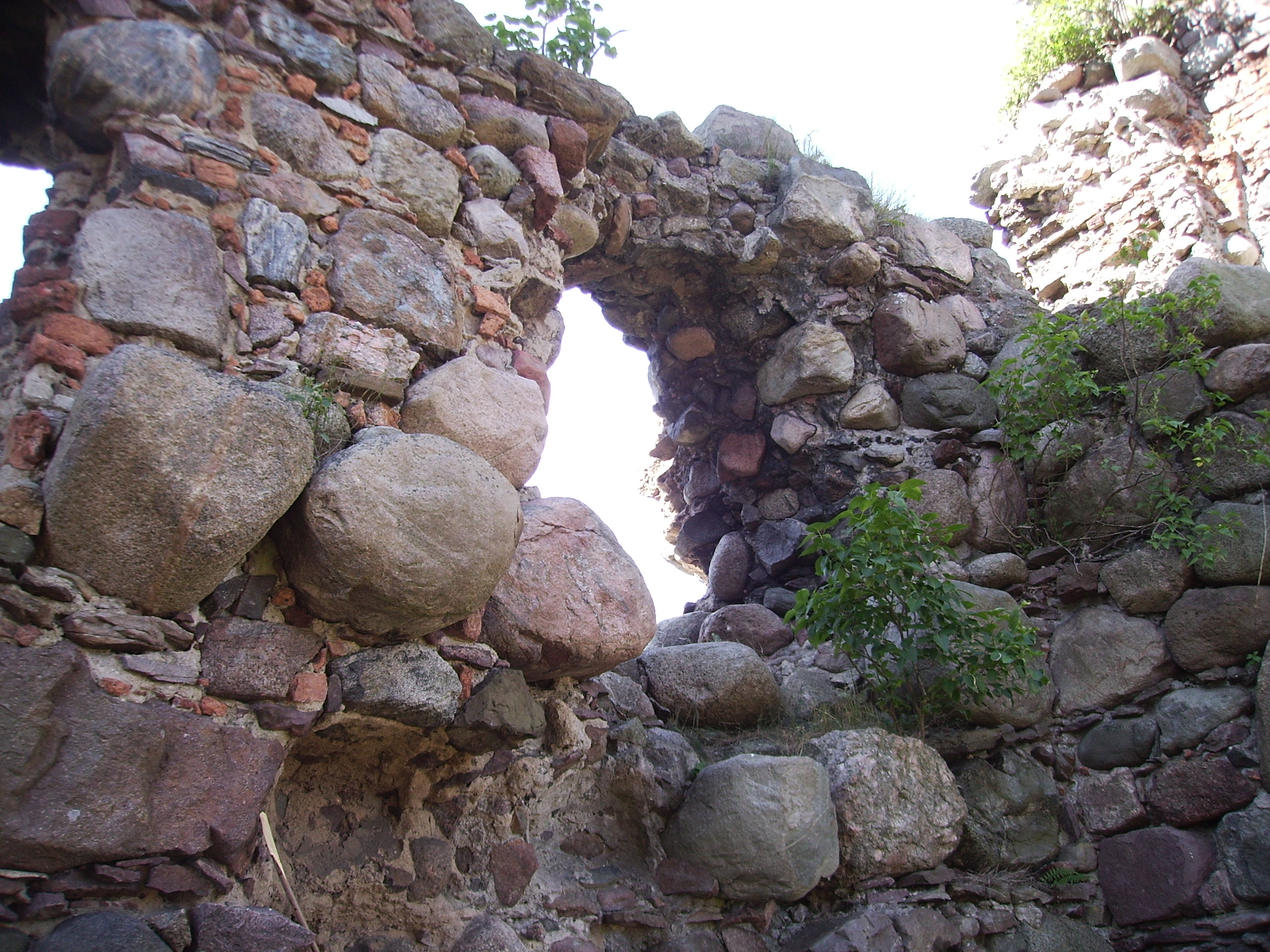
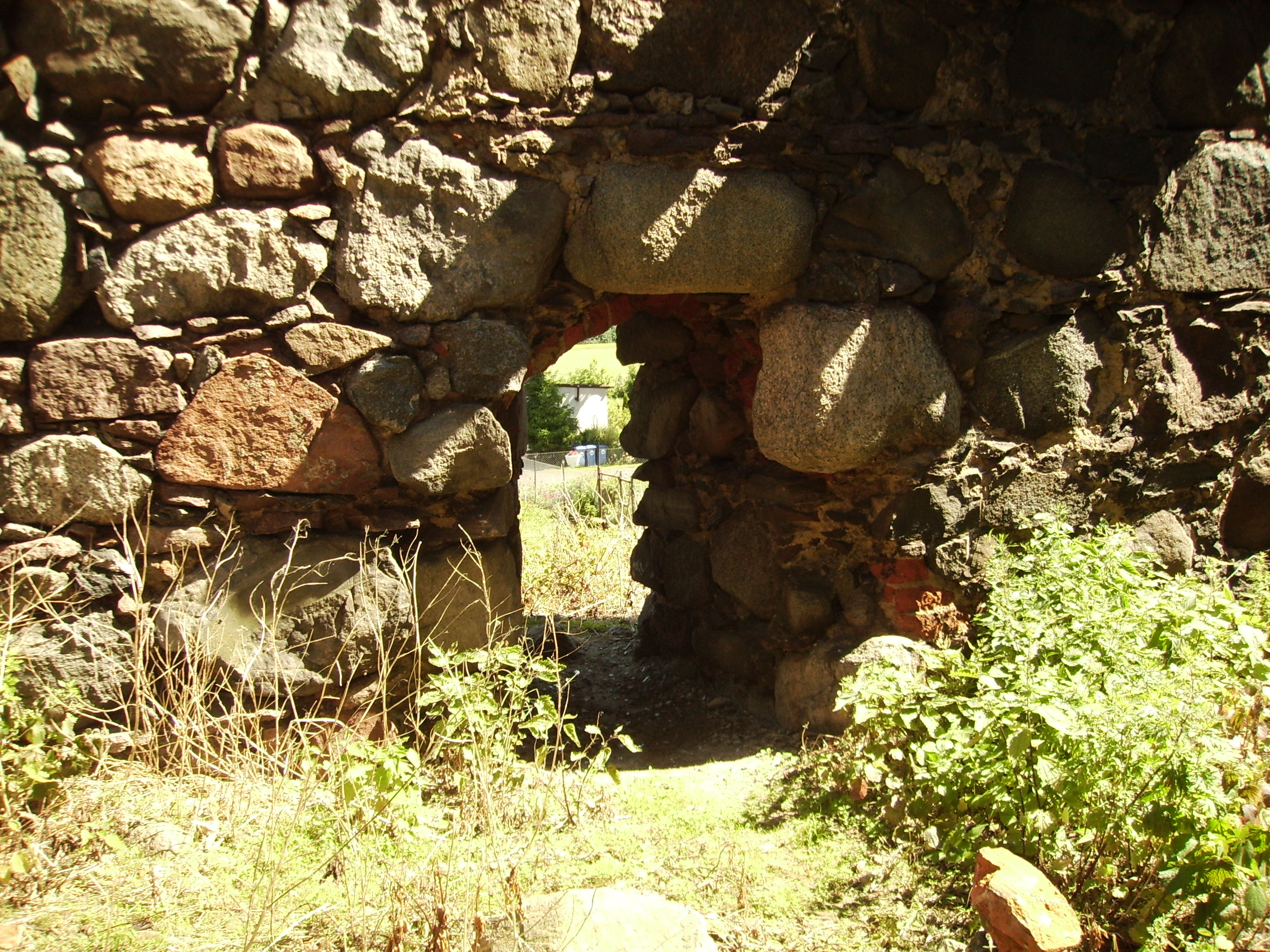
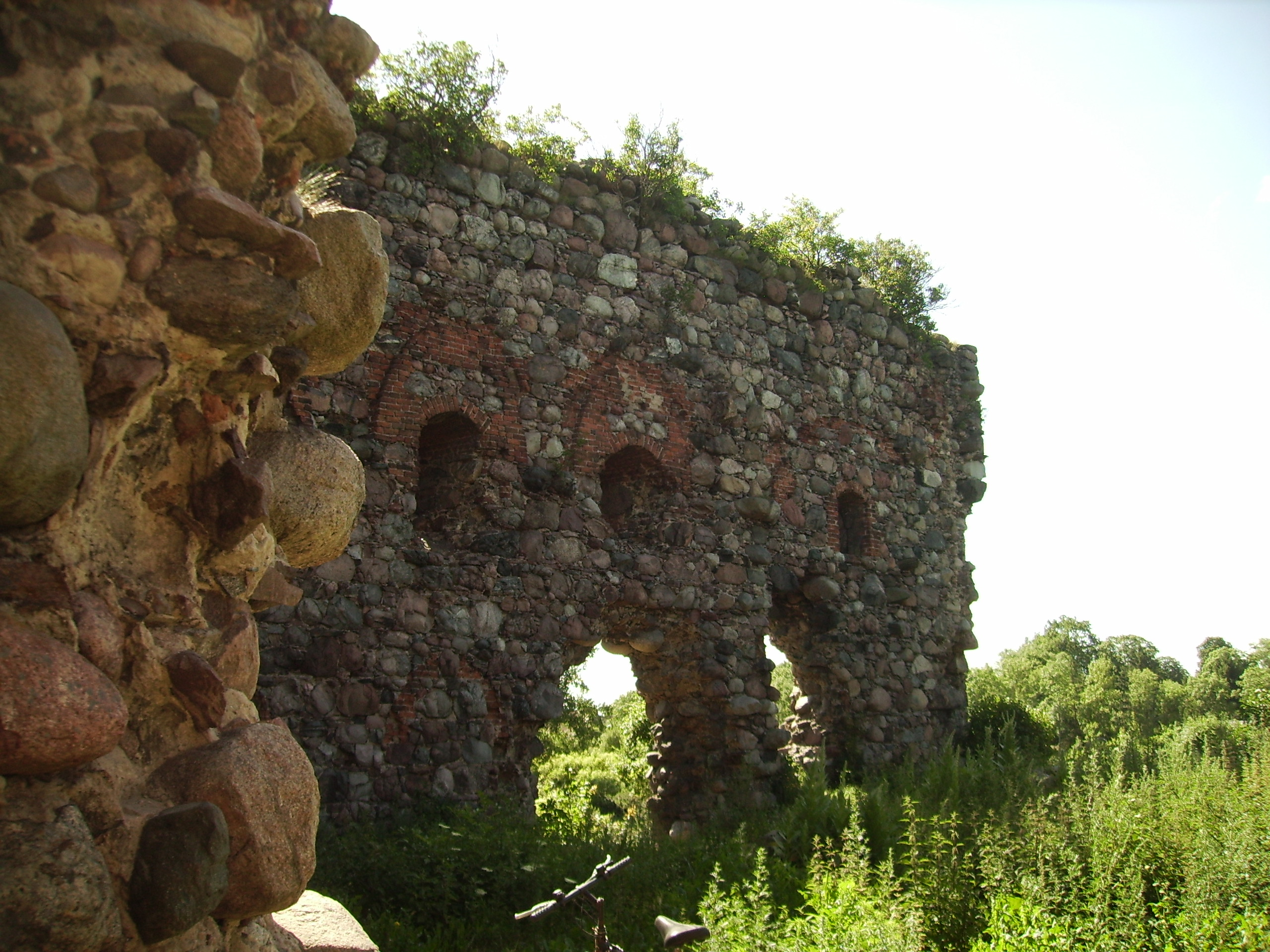